# Бейли, Майк (футболист)
Майкл Альфред Бейли (англ. Michael Alfred Bailey; род. 27 февраля 1942, Англия) — английский футболист, полузащитник.

## Клубная карьера
Бейли присоединился к клубу «Чарльтон Атлетик» в 1958 году. Выступая во Втором дивизионе, принял участие в 151 матче и забил 20 голов в рамках лиги. Некоторое время был капитаном клуба.
В 1966 году Бейли перешёл в клуб «Вулверхэмптон Уондерерс». Помог команде выйти в Первый дивизион.
В 1977 году Бейли перешёл в клуб «Миннесота Кикс», выступавший в Североамериканской футбольной лиги. Спустя два года он вернулся в Англию, где стал играющим тренером клуба «Херефорд Юнайтед». Он проработал в этой должности один сезон и покинул клуб в октябре 1979 года.

## Карьера в сборной
Во время игры за «Чарльтон Атлетик» Бейли выступал за сборную Англии до 23 лет, а также принял участие в двух матчах за главную сборную Англии.

## Тренерская карьера
В марте 1980 года Бейли стал тренером клуба «Чарльтон Атлетик» и вывел клуб из Третьего дивизиона с первой же попытки.
В декабре 1984 года Бейли переехал в Грецию, тренируя команду первой лиги ОФИ.